# Blas Pérez
Blas Pérez, né le 13 mars 1981 à Panama City, est un footballeur international panaméen.

## Carrière

### En club
Il a fait ses débuts en 1997 en jouant pour le Panama Viejo Fútbol Club de la première division. Il signe avec la MLS et le FC Dallas le 4 janvier 2012.

### En sélection nationale
Blas Pérez fait ses débuts en équipe nationale du Panama, le 21 février 2001, contre le Guatemala. Auteur de 43 buts en 122 sélections, il est le meilleur buteur de l'histoire de l'équipe du Panama, à égalité avec son coéquipier Luis Tejada.
Il fait partie de la liste des 23 joueurs panaméens sélectionnés pour disputer la Coupe du monde de 2018 en Russie, la première de l'histoire du Panama. Il participe à deux matchs de poules en tant que titulaire : l'un face à la Belgique (défaite 3-0) et l'autre face à l'Angleterre (défaite 6-1). 

## Statistiques détaillées

### Buts en sélection
| Buts en sélection de Blas Pérez | Buts en sélection de Blas Pérez | Buts en sélection de Blas Pérez                           | Buts en sélection de Blas Pérez | Buts en sélection de Blas Pérez | Buts en sélection de Blas Pérez | Buts en sélection de Blas Pérez   |
|                                 | Date                            | Lieu                                                      | Adversaire                      | Score                           | Résultat                        | Compétition                       |
| ------------------------------- | ------------------------------- | --------------------------------------------------------- | ------------------------------- | ------------------------------- | ------------------------------- | --------------------------------- |
| 1.                              | 24 avril 2001                   | Estadio Rommel Fernández, Panama City (Panama)            | Haïti                           | 1-0                             | 2-0                             | Match amical                      |
| 2.                              | 7 septembre 2006                | Estadio Mateo Flores, Guatemala City (Guatemala)          | Guatemala                       | 2-0                             | 2-1                             | Match amical                      |
| 3.                              | 8 juin 2007                     | Giants Stadium, New York (États-Unis)                     | Honduras                        | 2-1                             | 3-2                             | Gold Cup 2007                     |
| 4.                              | 10 juin 2007                    | Giants Stadium, New York (États-Unis)                     | Cuba                            | 2-1                             | 2-2                             | Gold Cup 2007                     |
| 5.                              | 16 juin 2007                    | Gillette Stadium, Foxborough (États-Unis)                 | États-Unis                      | 1-2                             | 1-2                             | Gold Cup 2007                     |
| 6.                              | 31 mars 2009                    | Estadio Agustín Sánchez, La Chorrera (Panama)             | Haïti                           | 2-0                             | 4-0                             | Match amical                      |
| 7.                              | 31 mars 2009                    | Estadio Agustín Sánchez, La Chorrera (Panama)             | Haïti                           | 3-0                             | 4-0                             | Match amical                      |
| 8.                              | 31 mars 2009                    | Estadio Agustín Sánchez, La Chorrera (Panama)             | Haïti                           | 4-0                             | 4-0                             | Match amical                      |
| 9.                              | 7 juin 2009                     | Independence Park, Kingston (Jamaïque)                    | Jamaïque                        | 1-0                             | 2-3                             | Match amical                      |
| 10.                             | 9 juillet 2009                  | Reliant Stadium, Houston (États-Unis)                     | Mexique                         | 1-1                             | 1-1                             | Gold Cup 2009                     |
| 11.                             | 12 juillet 2009                 | University of Phoenix Stadium, Glendale (États-Unis)      | Nicaragua                       | 1-0                             | 4-0                             | Gold Cup 2009                     |
| 12.                             | 18 juillet 2009                 | Lincoln Financial Field, Philadelphie (États-Unis)        | États-Unis                      | 1-0                             | 1-2                             | Gold Cup 2009                     |
| 13.                             | 4 mars 2010                     | Estadio Metropolitano de Lara, Barquisimeto (Venezuela)   | Venezuela                       | 2-0                             | 2-1                             | Match amical                      |
| 14.                             | 12 août 2010                    | Estadio Rommel Fernández, Panama City (Panama)            | Venezuela                       | 2-1                             | 3-1                             | Match amical                      |
| 15.                             | 9 octobre 2010                  | Estadio Rommel Fernández, Panama City (Panama)            | Salvador                        | 1-0                             | 1-0                             | Match amical                      |
| 16.                             | 21 janvier 2011                 | Estadio Rommel Fernández, Panama City (Panama)            | Costa Rica                      | 1-1                             | 1-1                             | Coupe UNCAF 2011                  |
| 17.                             | 7 juin 2011                     | Ford Field, Détroit (États-Unis)                          | Guadeloupe                      | 1-0                             | 3-2                             | Gold Cup 2011                     |
| 18.                             | 6 septembre 2011                | Estadio Nacional de Fútbol, Managua (Nicaragua)           | Nicaragua                       | 2-1                             | 2-1                             | Éliminatoires Coupe du monde 2014 |
| 19.                             | 7 octobre 2011                  | Windsor Park, Roseau (Dominique)                          | Dominique                       | 3-0                             | 5-0                             | Éliminatoires Coupe du monde 2014 |
| 20.                             | 11 octobre 2011                 | Estadio Rommel Fernández, Panama City (Panama)            | Nicaragua                       | 1-0                             | 5-1                             | Éliminatoires Coupe du monde 2014 |
| 21.                             | 11 octobre 2011                 | Estadio Rommel Fernández, Panama City (Panama)            | Nicaragua                       | 2-0                             | 5-1                             | Éliminatoires Coupe du monde 2014 |
| 22.                             | 11 octobre 2011                 | Estadio Rommel Fernández, Panama City (Panama)            | Nicaragua                       | 5-1                             | 5-1                             | Éliminatoires Coupe du monde 2014 |
| 23.                             | 23 novembre 2011                | Estadio Rommel Fernández, Panama City (Panama)            | Costa Rica                      | 1-0                             | 2-0                             | Match amical                      |
| 24.                             | 23 novembre 2011                | Estadio Rommel Fernández, Panama City (Panama)            | Dominique                       | 3-0                             | 3-0                             | Éliminatoires Coupe du monde 2014 |
| 25.                             | 1er juin 2012                   | Estadio Rommel Fernández, Panama City (Panama)            | Jamaïque                        | 1-0                             | 2-1                             | Match amical                      |
| 26.                             | 8 juin 2012                     | Estadio Olímpico Metropolitano, San Pedro Sula (Honduras) | Honduras                        | 1-0                             | 2-0                             | Éliminatoires Coupe du monde 2014 |
| 27.                             | 8 juin 2012                     | Estadio Olímpico Metropolitano, San Pedro Sula (Honduras) | Honduras                        | 2-0                             | 2-0                             | Éliminatoires Coupe du monde 2014 |
| 28.                             | 11 septembre 2012               | Estadio Rommel Fernández, Panama City (Panama)            | Canada                          | 2-0                             | 2-0                             | Éliminatoires Coupe du monde 2014 |
| 29.                             | 13 janvier 2013                 | Estadio Rommel Fernández, Panama City (Panama)            | Guatemala                       | 2-0                             | 2-0                             | Match amical                      |
| 30.                             | 25 janvier 2013                 | Stade national du Costa Rica, San José (Costa Rica)       | Guatemala                       | 1-0                             | 3-1                             | Copa Centroamericana 2013         |
| 31.                             | 26 mars 2013                    | Estadio Rommel Fernández, Panama City (Panama)            | Honduras                        | 2-0                             | 2-0                             | Éliminatoires Coupe du monde 2014 |
| 32.                             | 20 juillet 2013                 | Georgia Dome, Atlanta (États-Unis)                        | Cuba                            | 4-1                             | 6-1                             | Gold Cup 2013                     |
| 33.                             | 20 juillet 2013                 | Georgia Dome, Atlanta (États-Unis)                        | Cuba                            | 6-1                             | 6-1                             | Gold Cup 2013                     |
| 34.                             | 24 juillet 2013                 | Cowboys Stadium, Arlington (États-Unis)                   | Mexique                         | 1-0                             | 2-1                             | Gold Cup 2013                     |
| 35.                             | 7 septembre 2014                | Cotton Bowl, Dallas (États-Unis)                          | Costa Rica                      | 1-0                             | 2-2                             | Copa Centroamericana 2014         |
| 36.                             | 10 septembre 2014               | BBVA Compass Stadium, Houston (États-Unis)                | Nicaragua                       | 1-0                             | 2-0                             | Copa Centroamericana 2014         |
| 37.                             | 31 mars 2015                    | Estadio Rommel Fernández, Panama City (Panama)            | Costa Rica                      | 1-0                             | 2-1                             | Match amical                      |
| 38.                             | 13 juillet 2015                 | Children's Mercy Park, Kansas City (États-Unis)           | États-Unis                      | 1-0                             | 1-1                             | Gold Cup 2015                     |
| 39.                             | 8 janvier 2016                  | Estadio Rommel Fernández, Panama City (Panama)            | Cuba                            | 4-0                             | 4-0                             | Barrages Copa América Centenario  |
| 40.                             | 6 juin 2016                     | Camping World Stadium, Orlando (États-Unis)               | Bolivie                         | 1-0                             | 2-1                             | Copa América Centenario           |
| 41.                             | 6 juin 2016                     | Camping World Stadium, Orlando (États-Unis)               | Bolivie                         | 2-1                             | 2-1                             | Copa América Centenario           |
| 42.                             | 13 juin 2017                    | Estadio Rommel Fernández, Panama City (Panama)            | Honduras                        | 1-1                             | 2-2                             | Éliminatoires Coupe du monde 2018 |
| 43.                             | 10 octobre 2017                 | Estadio Rommel Fernández, Panama City (Panama)            | Costa Rica                      | 1-1                             | 1-1                             | Éliminatoires Coupe du monde 2018 |

NB : Les scores sont affichés sans tenir compte du sens conventionnel en cas de match à l'extérieur (Panama-Adversaire)

## Palmarès

### En club
- Avec Árabe Unido :
  - Champion du Panama en 2001.

- Avec Deportivo Cali :
  - Champion de Colombie en 2005 (Finalización).

- Avec Cúcuta Deportivo :
  - Champion de Colombie en 2006 (Finalización).

### En sélection
- Avec l'équipe du Panama :
  - Vainqueur de la Coupe UNCAF en 2009.
  - Finaliste de la Coupe UNCAF en 2007.